# I vestiti nuovi dell'imperatore (film 1987)
I vestiti nuovi dell'imperatore (The Emperor's New Clothes), conosciuto anche con il titolo I vestiti invisibili dell'imperatore, è un film del 1987 diretto da David Irving e basato sulla fiaba di Hans Christian Andersen I vestiti nuovi dell'imperatore.

## Trama
La cieca vanità dell'Imperatore lo rende il facile bersaglio di due imbroglioni, che, fingendosi famosi ed esperti sarti, si offrono di confezionargli un abito spettacolare per il matrimonio della figlia, la bella Principessa Gilda. Questo abito sarà tessuto con una stoffa unica, che lo renderà invisibile agli occhi degli stolti. Ansioso di indossare la prodigiosa tenuta, l'Imperatore fornisce ai due farabutti diamanti, perle ed ogni sorta di gioielli, senza sospettare nulla. E mentre si tormenta per l'attesa, Henry, a capo dell'imbroglio, cerca un modo per derubarlo delle sue ricchezze senza farsi scoprire, ma non sa che suo nipote Nicholas è riuscito a conquistare il cuore della Principessa e si rifiuta di partecipare ancora all'imbroglio.

## Distribuzione
Il film, appartenente alla raccolta Cannon Movie Tales, venne lanciato direttamente nel mercato home video, senza passare per le sale cinematografiche.
Nel 2005 è stato distribuito in DVD negli Stati Uniti dalla MGM/UA Home Entertainment, e nell'autunno 2009 il film è uscito anche in Italia, edito da 20th Century Fox.

## Colonna sonora
Segue un elenco dei brani inclusi nel film: 
1. Clothes Make the Man - Sid Caesar, Israel Gurion
2. The Adventure of the Century - Robert Morse
3. Weave-O - Robert Morse, Jason Carter, Eli Gorenstein
4. Is This a Love Song - Danny Street, Joan Baxter
5. Red or Blue? - Clive Revill, Julian Chagrin